# Benjamin Fleischmann
Pour les articles homonymes, voir Fleischmann (homonymie).
Benjamin Iossifovitch Fleischmann (en russe Вениамин Иосифович Флейшман, parfois nommé Benjamin Fleischmann ; né le 20 juillet 1913 à Bejetsk ; décédé le 14 septembre 1941 près de Leningrad) est un compositeur russe (soviétique, juif).
Son opéra inachevé Le Violon de Rothschild (d'après Anton Tchekhov) a été complété et arrangé par son professeur Dmitri Chostakovitch. L'opéra a été donné à Leningrad en 1968 sous la direction de Maxime Chostakovitch.
Benjamin Fleischmann est mort en 1941 comme membre de la milice populaire en défendant Leningrad du siège allemand.